# Будинок Ніжинського грецького магістрату
Будинок Ніжинського грецького магістрату — будівля в якій в XVIII-XIX ст. функціонували органи самоврядування ніжинської грецької громади. Під час війни була значно пошкоджена, і за винятком західного флігеля знесена місцевою владою в кінці 1950-х років. 

## Історія
У середині — другій третині XVII ст. полкове місто Ніжин стало не тільки центром найбільшої адміністративної одиниці держави Війська Запорозького, а також її торговельним центром. Спільна віра сприяла переселенню до міста значної кількості греків, зокрема греків-еллінів. В силу різних соціально-економічних та етнокультурних вже в 1670-х роках ніжинська грецька громада виділилася в окрему етнічну спільноту з певним рівнем самоорганізації й самоуправління і набула певних автономних прав, у т. ч. й права на адміністративне самоврядування й власний суд у межах своєї громади. 
Невідомо коли саме були збудовані будівля для їх розміщення, проте вона вже існувала в 1765-69 рр. коли був проведений «Румянцевський опис». Вона існувала поруч із двома грецькими церквами — збудованим наприкінці 1720-х років храмом Архістратига Михаїла та храмом Всіх Святих, що на той ще будувався — розміщувалося «Грецьке кам'яне правління» (рос. Греческое правление каменное). Також будівля складалася з п’яти приміщень — трьох «господських» і двох «людських» й було мурованим — на відміну від споруди міського магістрату, яка на той час все ще була дерев’яною і яку тільки збиралися перебудовувати.
Пізніше будівля була перебудована, а грецька громада отримала власний повноважний орган міського самоуправління — магістрат. Він і функціонував у стінах будівлі до ліквідації самоуправління ніжинських греків в 1872 р. Дещо пізніше припинило існувати і Ніжинське грецьке церковне братство. Відсутні відомості про подальше використання, хоча існують припущення про її використання під складські чи торгові приміщення.
В 1941 чи 1943 р. основна споруда комплексу й східний флігель були суттєво пошкоджені, а наприкінці 1950-х років їх залишки були знесені й територія відійшла до загальноосвітньої школи розташованої поруч. Там було влаштовано спершу спортивний майданчик, потім — смугу перешкод для занять із початкової військової підготовки. З початку 1990-х років на місці споруди грецького магістрату та його східного флігеля було створено паркову зону, а до вцілілого західного флігеля було добудовано цегляний тамбур із західного боку, і він також відійшов до згаданої загальноосвітньої школи. Нині він використовується релігійною громадою як господарча споруда розташованої поруч церкви Всіх Святих.

## Опис
Це була прямокутна в плані двоповерхова споруда в стилі російського класицизму, нижній поверх якої мав більше цокольний вигляд. 
Немає інформації, коли споруда набула свого остаточного вигляду, проте з огляду на її схожість на будівлю Ніжинської поштової станції існують припущення що це трапилось в кінці XVIII або на початку XIX ст. А також імовірність приченості архітектора Антона Карташевського, який займався побудовою та перебудовою інших будівель в Ніжині того часу. Невідповідність пізнішого вигляду магістрату з вказаним в «Румянцевському описі» пояснюється типовою для того часу прибудовою флігелів до основої споруди.
У Державному реєстрі нерухомих пам’яток України є пам’ятка архітектури (за категорією національного значення), яка має таку саму назву («Будинок грецького магістрату»). Проте згідно останніх досліджень цей опис помилковий, оскільки дана пам’ятка насправді колишній купецький житловий будинок, який належав одному з ніжинських греків — купцю Чернову. Існує припущення того що в ній повністю чи частково деякий час міг розміщуватись грецький магістрат, проте для цього нині нема жодних підтверджень.

## Підвали
В 2002 р. в результаті провалу вантажного автомобіля був виявлений комплекс підвалів втрачених ніжинських магістратів. В 2017 році було розпочате їх повноцінне археологічне обстеження.